# Enrique Zuazua
Enrique Zuazua Iriondo (Eibar, 28 de setembro de 1961) é um matemático espanhol, desde 2001 catedrático de matemática aplicada da Universidade Autónoma de Madrid (UAM) e desde 2016 diretor da cátedra de matemática computacional do Centro de Investigación DeustoTech da Universidade de Deusto.
Obteve um doutorado em 1988 na Universidade Pierre e Marie Curie, orientado por Alain Haraux, com a tese Comportement global et contrôlabilité exacte pour certains problèmes de type hyperbolique.
Foi palestrante convidado do Congresso Internacional de Matemáticos em Madrid (2006: Control and numerical approximation of the wave and heat equation). É desde 2015 membro da Academia Europaea.

## Livros
- com René Dáger: Wave propagation, observation and control in 1-d flexible multi-structures, Springer 2006
- com Sylvain Ervedoza: Numerical Approximation of Exact Controls for Waves, Springer 2013
- com Aurora Marica: Symmetric discontinuous Galerkin methods for 1-D-Waves, Springer 2014

## Artigos selecionados
- com A. Haraux: Decay estimates for some semilinear damped hyperbolic problems, Archive for Rational Mechanics and Analysis, Volume 100, 1988, p. 191–206
- Uniform stabilization of the wave equation by nonlinear boundary feedback, SIAM Journal on Control and Optimization, Volume 28, 1990, p. 466–477
- Exact controllability for the semilinear wave equation, J. Math. Pures Appl., Volume 69, 1990, p. 1–31
- com Vilmos Komornik: A direct method for the boundary stabilization of the wave equation, J. Math. Pures Applic., Volume 69, 1990, p. 33–54
- com Miguel Escubedo: Large time behavior for convection-diffusion equations in {\displaystyle \mathbb {R} ^{N}}, J. of Functional Analysis, Volume 100, 1991, p. 119–161
- Exact controllability for semilinear wave equations in one space dimension, Annales de l'IHP, Analyse non linéaire, Band 10, 1993, S. 109–129
- com Steven Cox: The rate at which energy decays in a damped string, Communications in partial differential equations, Volume 19, 1994, p. 213–243
- com Caroline Fabre, Jean-Pierre Puel: Approximate controllability of the semilinear heat equation, Proc. Roy. Soc. Edinburgh A, Volume 125, 1995, p. 31–61
- com Gilles Lebeau: Null-Controllability of a System of Linear Thermoelasticity, Archive for rational mechanics and analysis, Volume 141, 1998, p. 297–329
- com Jan Luis Vasquez: The Hardy inequality and the asymptotic behaviour of the heat equation with an inverse-square potential, J. of Functional Analysis, Volume 173, 2000, p. 103–153
- Propagation, observation, and control of waves approximated by finite difference methods, SIAM Review, Volume 47, 2005, p. 197–243
- com Enrique Fernandez-Cara: The cost of approximate controllability for heat equations: the linear case, Advances in Differential Equations, Volume 5, 2000, p. 465–514
- com Enrique Fernandez-Cara: Null and approximate controllability for weakly blowing up semilinear heat equations, Ann. Inst. H. Poincaré, Anal. Non Linéaire, Volume 17, 2000, p. 583–616
- Controllability and observability of partial differential equations: some results and open problems, in: Handbook of Differential Equations, Volume 3, North Holland 2007, p. 527–621
- com Thomas Duyckaerts, Xu Zhang: On the optimality of the observability inequalities for parabolic and hyperbolic systems with potentials, Ann. Inst. H. Poincaré, Anal. Non Linéaire, Volume 25, 2008, p. 1–41